# كلية الحقوق (جامعة عين شمس)
أنشئت كلية الحقوق بجامعة عين شمس في سنة 1950 وفتحت أبوابها لاستقبال طلاب الفرقة الأولي في العام الدراسي 1950–1951 والذي بلغ عددهم 1276 طالباً ثم انتقلوا إلى الفرقة الأعلى وما أن تخرجت هذه الدفعة في العام 1953 – 1954 حتى زاد الإقبال على الكلية إذ بلغ عدد الطلاب بها في عام 53 -1954 6439 وبذلك أصبحت تسهم بنصيب كبير في ميدان دراسة القانون. ثم ازداد عدد الطلاب في السنوات الأربع إلى أن وصل في العام الجامعي 99 / 2000 إلى 25000 طالباً.

## نشأتها
اختير أعضاء هيئة التدريس
دريس بها عند إنشائها من بين أعضاء هيئة التدريس بكلية الحقوق بجامعتي القاهرة والإسكندرية وكان عددهم في ذلك الوقت أحد عشر عضواً ثم أخذ هذا العدد في الازدياد حتى بلغ في العام الجامعي 99 / 2000 تسعة وثمانون عضواً وهو عدد قليل بالنسبة إلى عدد الطلاب ومع ذلك فإنهم قاموا بعملهم خير قيام وما زالوا يقومون بمهمتهم بجد واجتهاد ولا يتوقف جهدهم عند حد التدريس بل يمتد إلى نشر الإنتاج العلمي في صورة مؤلفات عامة وذلك بجانب الأبحاث والدراسات المتخصصة التي يتم نشرها في مختلف المجلات القانونية والاقتصادية.
نبذه عن الكلية:
أنشئت كلية الحقوق بجامعة عين شمس في سنة 1950 وفتحت أبوابها لاستقبال طلاب الفرقة الأولي في العام الدراسي 1950- 1951 والذي بلغ عددهم 1276 ثم انتقل هؤلاء الطلاب إلي الفرقة الأعلى وما إن تخرجت هذه الدفعة في العام 1953- 1954 حتي زاد الإقبال علي الكلية، إذ بلغ عدد طلابها في عام 1953- 1954، 6429 طالباً. وبذلك أصبحت تسهم بنصيب كبير في ميدان دراسة القانون.
ويقوم أعضاء هيئة التدريس بالكلية ومعاونيهم بعملهم خير قيام وما زالوا يقومون بمهمتهم بجد واجتهاد، ولا يتوقف جهدهم عند حد التدريس، بل يمتد إلي نشر الإنتاج العلمي لهم في صورة مؤلفات عامة. وذلك بجانب الأبحاث والدراسات المتخصصة التي يتم نشرها في مختلف المجلات القانونية والاقتصادية والكلية منذ نشأتها تسعي جاهدة وبكل قوة إلي تفعيل إمكانياتها وقدراتها وإثراء خبرات طلابها معتمدة في ذلك كله علي الخبرات العلمية والفكرية لأساتذتها ومستندة في ذلك لكافة المستحدثات والأساليب العلمية والتكنولوجية إلي جانب الرؤي الاجتماعية الفاعلة من أجل خدمة كافة القطاعات والتخصصات.
كما تسعي الكلية إلي تطوير برامجها ومقرراتها باستمرار واستحداث برامج ومقررات جديدة علي نحو يتناسب مع المتغيرات العلمية والأكاديمية. وفي هذا الإطار فقد وفق أعضاء هيئة التدريس بالكلية في إخراج مجلة في سنة 1959، تكون عنواناً جامعاً لنشاطهم العلمي، تصدر في عددين، الأول في يناير والثاني في يوليو من كل عام.
وتحرص الكلية علي زيادة عدد أعضاء هيئة التدريس بها باختيار أوائل الخريجين في كليات الحقوق للتعين في وظائف المعيدين، للإيفاد في بعثات علمية، مع تمكين من لا تتاح لهم فرصة البعثة العلمية من السفر إلي الخارج في إجازة دراسته لاستكمال مؤهله. ولم يغب عن الكلية أن تمكن أعضاء هيئة التدريس بها من المشاركة في المؤتمرات العلمية. كما أن عدداً كبيراً منهم يساهم بطريق الندب والإعارة في مهمات قومية عامة في الدولة وفي الخارج تتصل بفروع تخصصهم.
وتضم الكلية قسماً للدراسات العليا، أفتتح في مستهل العام الدراسي 1960 -1961 يقوم بالتدريس منه أساتذة الكلية يشاركهم في ذلك عدد من أساتذة الجامعات المصرية والأجنبية بوصفهم أساتذة زائرين في الكلية، بالإضافة إلي عدد من كبار الخبراء والمتخصصين. وقد أضاف هذا القسم جديداً في الدراسات العليا في القانون الدولي ودبلوم الدراسات العليا في القانون المقارن، ودبلوم الدراسات العليا في العلاقات الدولية، ودبلوم الدراسات العليا في قانون التجارة الدولية، ودبلوم الدراسات العليا في القانون الإجرائي، ودبلوم الدراسات العليا في القانون المدني.
كما شهدت الكلية في العام الجامعي 93/1994 مولد منشأة علمية جديدة هي «مركز الدراسات القانونية والاقتصادية» الذي اريد به أن تكون بمثابة المركز الام الذي يتضمن قسم البحوث والدراسات القانونية والاقتصادية شاملا كافة الشعب التي تشتمل عليها دراسة القانون بمختلف فروعه وكذلك الاقتصاد والمالية العامة بالكلية وذلك بالإضافة إلي قسم التدريب المهني القانوني ويتولي الربط بين الدراسات النظرية والحياة القانونية العملية في مختلف جوانبها.كما تم إنشاء «مركز حقوق عين شمس للتحكيم» بالكلية بتاريخ 24/9/1997 كوحدة ذات طابع خاص وهو يستهدف توفير قاعدة علمية للنهوض بمجالات التحكيم والتسوية الودية للمنازعات، ويباشر المركز توفير الإمكانيات الذاتية التي تسمح لذوي الشأن بحل منازعاتهم، كما يقدم برامج متخصصة للتدريب والإعداد لأعمال التحكيم وتنظيم الدورات والمؤتمرات المتعلقة بالتحكيم والتعاون وتنمية الروابط مع مراكز التحكيم الأخرى في مصر والخارج.
ومع بداية العام الدراسي 1999 أنشئ لأول مرة نظام التعليم المفتوح ويتولي الأستاذ الدكتور/ عميد الكلية الإشراف علي لجنة التعليم المفتوح وعدد من الأساتذة المتخصصين في مجال البرامج المطروحة.
و تمنح الكلية درجة الليسانس شعبة التعليم المفتوح بعد أن يختار الطالب بنجاح مقررات ثمانية فصول دراسية يدرس خلالها المواد الأصلية لتخصصات القانون المختلفة.
وهذا القدر من التوفيق والنجاح الذي وافي الكلية إنما يرجع إلي الجهد المتواصل الذي يبذله أعضاء هيئة التدريس الذين عقدوا العزم علي السمو بكليتهم إلي أرفع المستوي، وإلي الجامعة التي عبدت للكلية كل طريق وذللت كل صعاب. وفي عام 2003 افتُتِح القسم الفرنسي لخريجي المدارس الثانوية الفرنسية وذلك لدراسة المواد القانونية باللغة الفرنسية ويمنح الطالب درجة الليسانس في الحقوق معتمدة من جامعة عين شمس وجامعة ليون 3 حيث تم توقيع اتفاقية مع هذه الأخيرة في هذا الصدد وبمقتضاه يحاضر في هذا القسم نخبة من أساتذة جامعة ليون 3 إلي جانب نخبة من أساتذة الكلية كما أنه في عام 2004 تم إنشاء قسم اللغة الإنجليزية وذلك لتدريس المواد القانونية بلغة إنجليزية ويتم منح الطالب درجة ليسانس الحقوق شعبة إنجليزية والهدف من إنشاء هذه الأقسام (الفرنسية والإنجليزية) هو محاولة تلبية سوق العمل التي تقتضي أن يكون الخريج ملماً بلغة أجنبية على الأقل.
اهداف الكلية:
تزويد المجتمع بخرجين أكفاء قادرين بشرف وأمانه.
استخدام أدوات العصر الحديث
مواجهة المشكلات العملية والدوليه بحلول قانونيه عادله والمساهمة في التنمية وتطوير الفكر القانونى محليا وإقليميا وعالميا
رؤيه الكلية:
اعداد خرجين أكفاء لديهم ملكة قانونيه رفيعه المستوى تؤهلهم لتقديم حلول عادله للمشكلات وقادرين على تطوير الفكر القانونى.

## اختيار هيئة التدريس
وتحرص الكلية على زيادة عدد أعضاء هيئة التدريس بها باختيار أوائل الخريجين في كليات الحقوق للتعيين في وظائف المعيدين وللإيفاد في بعثات علمية مع تمكين من لا تتاح لهم فرصة البعثة العلمية من السفر إلى الخارج من أجازة دراسية لاستكمال مؤهله العلمي، ولم يغب عن الكلية أن تمكن هيئة التدريس بها من المشاركة في المؤتمرات العلمية، كما أن عدداً كبيراً منهم يساهم بطريق الندب والإعارة في مهمات قومية عامة في الدولة وفي الخارج تتصل بفروع تخصصهم

## مكتبة الكلية
كذلك تعني الكلية عناية بالغة بمكتبتها حتى تكون معيناً غنياً بمراجع البحوث في مختلف فروع القانون والاقتصاد والتخصصات ذات العلاقة وتضم هذه المكتبة حتى نهاية عام 1999 ثمانية وخمسون ألف مجلد باللغة العربية واللغات الفرنسية والإنجليزية والإيطالية والألمانية. كما تشترك في نحو مائة وخمس وخمسين مجلة ودوريات علمية بمختلف اللغات، كما تضم ثمانية وخمسون ألف كتاباً دراسياً لمرحلة الليسانس.

## أقسام تميزها

### التعليم المفتوح
ومع بداية العام الدراسي 1999 أنشئ لأول مرة نظام التعليم المفتوح، ويتولى الأستاذ الدكتور عميد الكلية الإشراف على لجنة التعليم المفتوح وعدد من الأساتذة المتخصصين في مجال مواد البرامج المطروحة. وتمنح الكلية درجة الليسانس شعبة التعليم المفتوح بعد أن يجتاز الطالب بنجاح مقررات ثمانية فصول دراسية يدرس خلالها المواد الأصلية لتخصصات القانون المختلفة

### قسمي اللغة الفرنسية والأنجليزية
وقد شهدت الكلية في العام الجامعي 2001 / 2002 مولد القسم الفرنسي بكلية الحقوق، ويقوم بالتدريس به نخبة من أساتذة الكلية بالتعاون مع أساتذة جامعة ليون بفرنسا.
وأيضاً مع التطور في التعليم الجامعي الحديث كانت الحاجة ملحة لإنشاء القسم الإنجليزي، وقد تم إنشاؤه في العام الجامعي 2002 – 2003.

### قسم الدراسات العليا
وتضم الكلية قسماً للدراسات العليا افتتح في مستهل العام الدراسي 1960–1961 يقوم بالتدريس فيه أساتذة الكلية يشاركهم في ذلك عدد من أساتذة الجامعات المصرية والأجنبية بوصفهم أساتذة زائرين في الكلية بالإضافة إلى عدد من كبار الخبراء والمتخصصين، وقد أضاف هذا القسم جديداً في الدراسات العليا في القانون في جمهورية مصر العربية بما ضمه من استحدثا دبلوم في العلاقات الدولية ودبلوم الدراسة العليا في القانون الدولي ودبلوم الدراسة العليا في القانون المقارن ودبلوم الدراسة العليا في قانون التجارة الدولية ودبلوم الدراسة العليا في القانون الإجرائي ودبلوم الدراسات العليا في القانون

## مباني الكلية
وبالتوازي مع الخطوات المذكورة في ميدان مقوماتها العلمية عملت الكلية على استكمال مقوماتها المادية أخصها مبنى مناسب لحاجاتها. إذ إن مقرها الذي شغلته منذ إنشائها وهو جانب من مبنى كلية الهندسة بالعباسية كان عاجزاً عن مواجهة هذه الحاجات اتساعاً وصلاحية، وقد حققت الجامعة هذه الأمنية وتسلمت الكلية المبنى الجديد بالحرم الجامعي بحدائق سراي الزعفران واستقرت فيه بجميع أقسامها في سبتمبر 1961. وبالرغم من ذلك تعاني الكلية نقصاً شديداً في منشآتها نظراً لازدياد أعداد الطلبة ولتصدع أحد مدرجاتها الرئيسية بسبب زلزال عام 1992.

## أنشطة تتبعها

### مجلة العلوم القانونية
وقد وفق أعضاء هيئة التدريس في سنة 2010 في إخراج مجلة علمية باسم «مجلة العلوم القانونية والاقتصادية» تكون عنواناً جامعاً لنشاطهم العلمي تصدر في عددين الأول في يناير والثاني في يوليو من كل عام وقد بلغت هذه المجلة سنتها الواحدة والأربعين. وقامت الكلية بجانب ذلك على نفقتها بطبع بعض مؤلفات أعضاء هيئة التدريس بها تقديراً لإنتاجهم العلمي ومساهمة منها في نشره.

### مركز الدراسات القانونية والاقتصادية
وقد شهدت الكلية في العام الجامعي 93 / 1994 مولد منشأة علمية جديدة هي «مركز الدراسات القانونية والاقتصادية» الذي أريد به أن تكون بمثابة الأم التي يتضمن قسم البحوث والدراسات القانونية والاقتصادية شاملاً كافة الشعب التي تشتمل عليها دراسة القانون بمختلف فروعه وكذلك الاقتصاد والمالية العامة بالكلية وذلك بالإضافة إلى قسم التدريب المهني القانوني ويتولى الربط بين الدراسات النظرية والحياة القانونية العملية في مختلف جوانبها.

### مركز حقوق عين شمس للتحكيم
كما تم إنشاء «مركز حقوق عين شمس للتحكيم» بالكلية بتاريخ 24 / 9 / 1997 كوحدة ذات طابع خاص.

### مركز حقوق عين شمس للبيئة والتنمية
كذلك شهدت الكلية مولد إنشاء وحدة ذات طابع خاص تسمى مركز حقوق عين شمس للبيئة والتنمية تقدم خدماتها للمجتمع ويكون لهذا المركز استقلاله الفني والمالي والادارى.

### المحكمة التدريبية
يعتبر المشروع الأول من نوعه في مصر وربما في المنطقة العربية حيث يقوم المشروع على إعداد ما يشابه 
«المعمل القانوني» حيث يقوم الطلاب بالتدريب على إجراء المحاكمات الفعلية بما يثقل الجانب العملي والتدريبي عندهم ويربطهم بالجانب النظري الذي يدرسونه بالكلية